# آرمان هوهانیسیان
آرمان هوهانیسیان (ارمنی: Արման Հովհաննիսյան؛ زادهٔ ۷ ژوئیهٔ ۱۹۹۳) بازیکن فوتبال در پست مدافع اهل ارمنستان است.

## باشگاهی
از باشگاه‌هایی که در آن بازی کرده‌است می‌توان به شیراک، پیونیک، آلاشکرت و گاندزاسار کاپان اشاره کرد.

## تیم ملی
وی همچنین در تیم‌های ملی فوتبال زیر ۱۹ سال ارمنستان و زیر ۲۱ سال ارمنستان بازی کرده‌است.